# Inzersdorf-Getzersdorf
Inzersdorf-Getzersdorf är en kommun  i Österrike. Den ligger i distriktet Sankt Pölten-Land i förbundslandet Niederösterreich, 50 kilometer väster om huvudstaden Wien.
Kommunen består av fem orter (Ortschaften) (inom parentes invånarantal 1 januari 2024):
- Anzenberg (65)
- Getzersdorf (572)
- Inzersdorf ob der Traisen (498)
- Walpersdorf (448)
- Wetzmannsthal (103)